# محافظ بازو

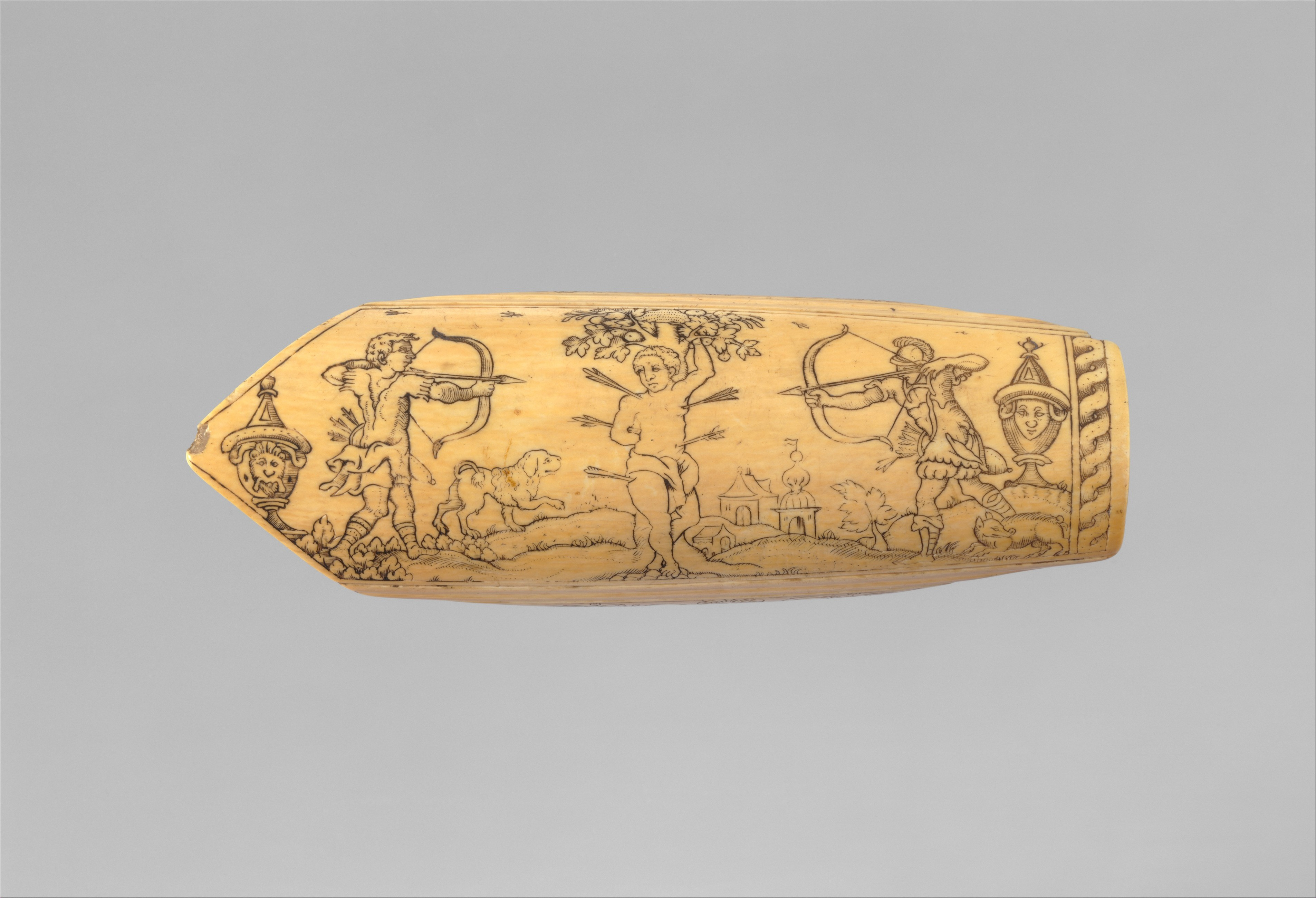
یک محافظ بازوی هلندی از اواخر قرن شانزدهم. ساخته شده از عاج فیل و با تزیینات پیچیده.

یک محافظ بازو (به انگلیسی: bracer، arm-guard) یک تسمه یا غلاف است که معمولاً از چرم، سنگ یا پلاستیک ساخته شده و بازوی تیرانداز را پوشش می‌دهد تا در هنگام پرتاب تیر از آن محافظت کند. محافظ بازو درون ساعد تیرانداز را در برابر زخمی شدن از زه (بند) کمان یا حین آماده کردن تیر محافظت می‌کند. این وسیله همچنین از لباس‌ها در برابر پارگی محافظت می‌کند. یک محافظ بازو معمولاً فقط ساعد تیرانداز را پوشش می‌دهد، اما محافظ سینه هم گاهیً (و به خصوص در تیراندازان زن) پوشیده می‌شود. اگر لباس تیرانداز چسب بوده یا فاصله میان زه و چوب کمان زیاد باشد، ممکن است تیرانداز نیازی به محافظ بازو حس نکند.